# Amora (Seixal)
Amora ist eine Stadt und eine Freguesia (Gemeinde) in Portugal im Kreis Seixal. Die Gemeinde liegt am Rio Judeu, einem kleinen Zufluss des Tejo. Auf dem 1990 von der PCP gekauften Gelände der Quinta da Atalaia im Gemeindegebiet findet jährlich die Festa do Avante! statt, das Pressefest der Parteizeitung Avante! und eine landesweit bedeutende kulturelle Veranstaltung.

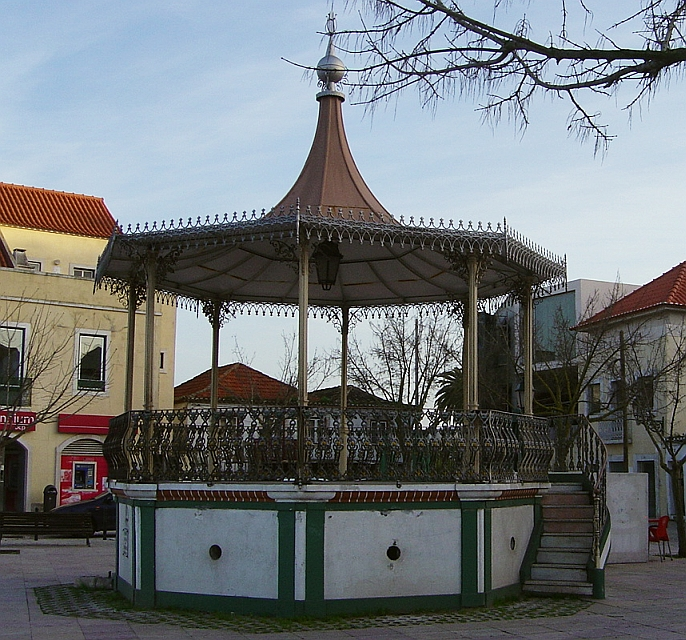
100 Jahre alter Pavillon in Amora